# Apostolski Żleb

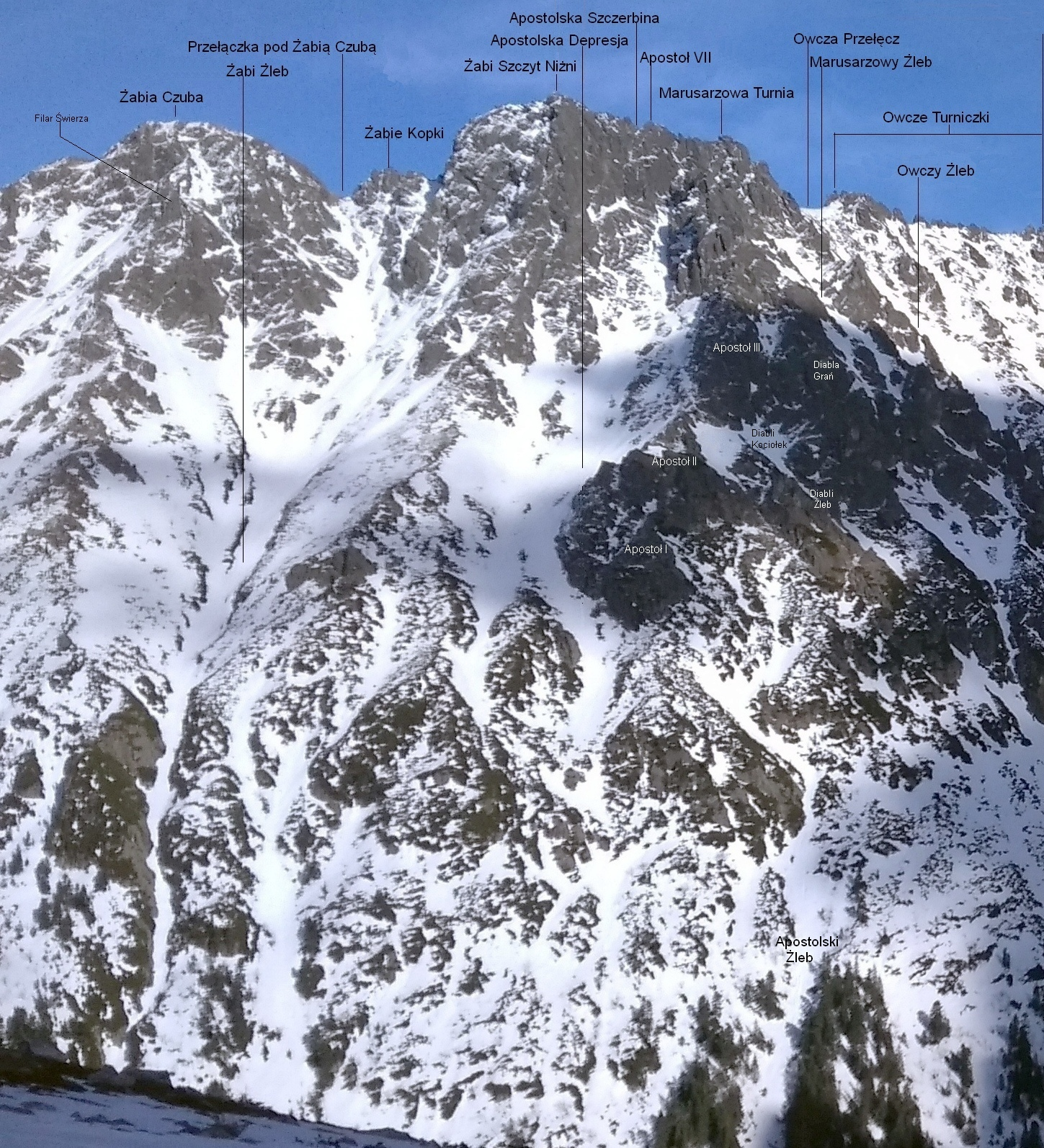
Apostolski Żleb wśród opisanych obiektów

Apostolski Żleb (niem. Apostelschlucht, słow. Apoštolský žľab, węg. Apostoli-vályú) – żleb na zachodnich stokach Żabiej Grani w polskich Tatrach Wysokich. Ma szerokie i trawiaste koryto uchodzące mniej więcej w środkowej części wschodniego brzegu Morskiego Oka. W dolnej części obydwa brzegi koryta porasta szpaler drzew, wyżej kosodrzewina, a w najwyższej części otoczenie koryta jest skalisto-trawiaste. Górą żleb podchodzi pod północno-zachodnią ostrogę Apostoła II i Pośredni Apostolski Przechód.
Przez Apostolski Żleb prowadzi jedna z taternickich dróg dojściowych w rejon Żabiej Grani. Są w nim tylko niewielkie progi. Przejście tym żlebem jest wygodne zwłaszcza zimą. Od 1979 roku jednak północna część Żabiej Grani znajduje się w zamkniętym dla turystów i taterników obszarze ochrony ścisłej Tatrzańskiego Parku Narodowego i TANAP-u. Na zachodnich (polskich) zboczach Żabiej Grani taternictwo można uprawiać na południe od Białczańskiej Przełęczy.
Autorem nazwy tej wklęsłej formacji skalnej jest Władysław Cywiński.